# Gustave Obiols
Pour les articles homonymes, voir Obiols.
Gustave Obiols né Gustau Obiols i Delgado le 14 août 1859 à Barcelone (Catalogne) et mort le 7 juin 1935 à Paris, est un sculpteur néo-classique espagnol.
Rattaché au mouvement artistique Art déco dont l'activité s'étendit aux arts décoratifs et aux arts appliqués, membre fondateur de la Société des artistes espagnols à Paris, il était le frère de l'artiste peintre espagnol Manuel Obiols Delgado (1860-1911).

## Biographie
Gustave Obiols est élève de l'École des beaux-arts de Barcelone avant de venir à l'âge de vingt ans vivre à Paris où il prolonge sa formation en fréquentant les ateliers d'Albert-Ernest Carrier-Belleuse et d'Eugène Delaplanche. Les catalogues du Salon de Paris, auquel il participe régulièrement à partir de 1889, restituent qu'il est cette année-là installé au n°39 de la rue Denfert-Rochereau, qu'il vit en 1896 au n°233 de la rue du Faubourg-Saint-Honoré.
Les sculptures de Gustave Obiols sont éditées en bronze par la Fonderie Eugène Blot (au n°28, puis au n°84 de la rue des Archives) et par la Société des bronzes de Paris. On peut lire ces indications biographiques, malheureusement assez imprécises, chez Kineton Parkes (en) : « il est récompensé d'une médaille de bronze à l'Exposition universelle de 1900, d'une médaille d'argent à l'exposition du Mans, de même qu'aux expositions d'art de Madrid et d'Amiens. Un bas-relief en plâtre intitulé Vision a été présenté à Brighton ».
On sait par le catalogue du Salon de 1930 qu'il y est encore exposant avec un Buste de châtelaine.

## Élèves
- Gaston d'Illiers (1876-1932), sculpteur attaché au thème du cheval.

## Expositions
- Salon des artistes français, à partir de 1889.
- Première exposition générale des beaux-arts, Ayuntamiento Constitutional, Barcelone, 1891.
- Exposition internationale de Madrid, 1893.
- Exposition universelle de 1900, médaille de troisième classe pour Diane chasseresse[2].
- Exposition internationale de Lille, 1902.
- Exposition internationale d'Amiens, 1906.
- Exposition internationale du Mans, 1911.

## Réception critique
- « Les bustes s'inscrivent bien dans la ligne enveloppante, et les déroulements de chevelures qui les aident à s'encastrer gardent la souplesse de modelé et l'accent personnel, sans tomber dans le griffonnement d'arabesque découpée qui est devenu aujourd'hui, à la suite d'influences diverses, d'une répétition courante, factice et presque machinale. Il faut savoir gré à Obiols d'avoir conservé une facture moins convenue, car il ne faudrait pas croire que le style ornemental réside ainsi dans quelques habitudes de sécheresse concertée. » - Revue Art & Décoration, 1900[6]

## Musées et collections publiques
- Pijpenkabinet, Amsterdam, Pipe du poilu dite aussi pipe des tranchées, terre cuite[7].
- Musée de Mazovie, Plock (Pologne), Buste de femme, bronze.
- British Museum, Londres, bijoux en argent réalisés par Benjamin Wolles sur des dessins de Gustave Obiols.